# Subversion (film)
Pour les articles homonymes, voir Subversion.
Pour plus de détails, voir Fiche technique et Distribution.
Subversion est un film français réalisé par Stanislav Stanojevic, sorti en 1979.

## Fiche technique
- Titre : Subversion
- Réalisateur : Stanislav Stanojevic
- Scénario : Stanislav Stanojevic
- Photographie : Paul Bonis
- Montage : Bob Wade
- Musique : Benito Merlino
- Son : Jean-Louis Richet
- Société de production : Axe Films
- Pays d'origine :  France
- Durée : 90 minutes
- Dates de sortie : France, 26 septembre 1979

## Distribution
- Nathalie Nell
- Florence Giorgetti
- Jean-Pierre Bouvier
- Daniel Emilfork
- Sacha Pitoëff
- Raymond Bussières
- Marie Déa
- Benito Merlino